# 羅貫
罗贯（9世纪？—925年9月13日），五代十国后唐官员。
罗贯进士及第，历任台省官，自禮部员外郎改任为河南县令。罗贯为人强直，正身守法，不避权贵。当时宦官伶人掌权，罗贯对于请托的书信，根本没有答复，全都给郭崇韬看，于是向朝廷奏报，于是左右都说罗贯的过失。后梁时張全義镇守洛阳，河南、洛阳僚佐，都出其门下。罗贯为河南县令，依法处事，将张全义庇护的人，奏请纠正。张全义于是让女儿告求刘皇后，向唐庄宗禀告，宦官又说其短处，唐庄宗对他非常愤怒。同光三年（925年），庄宗前去寿安山陵，道路泥泞，宦官说这事归属河南县主管。”庄宗召罗贯前来，罗贯上奏：“臣开始没有接受朝命，请追问负责这项任务的人。”庄宗说：“你的辖境内，还反问他人？”将他长流崖州，不久交给河南府狱，府吏拷打，让他认罪。第二天（八月廿三癸未日），下达处决他的诏书。郭崇韬奏道：“罗贯没有其他罪状，桥道不修，依法罪未当死。”庄宗怒道：“我母后灵驾将要启程，天子车舆往来，桥道不修，是谁的过错？”郭崇韬奏道：“罗贯纵有死罪，还要等到判决书呈报上奏，有司审议，按律处置，处死也不晚。现在陛下以万乘之尊，对一县令发怒，使天下人说陛下执法不公。”庄宗道：“既然是卿所爱之人，任卿裁决。”拂袖入宫。郭崇韬在后面继续论说，庄宗自关殿门，郭崇韬不得入。即令处决，曝尸在府门，大家都以他为冤枉。